# Балкашино (Акмолинская область)
Балка́шино (каз. Балкашин) — село, административный центр Сандыктауского района Акмолинской области Казахстана (в 105 км от областного центра — Кокшетау). Административный центр Балкашинского сельского округа. Код КАТО — 116430100.

## География
Село расположено на р. Жабай (приток Ишима), на автомобильной дороге в 85 км к северу от ж.-д. ст. Атбасар. Находится в лесостепной, курортной зоне, где чередуются каменистые сопки, поля и смешанные леса. Имеются живописные водоёмы и родники (Зиновеевка, Новоникольское, Милицейский родник, озеро Кумдыколь).

## История
Село было основано в 1877 году крестьянами переселенцами. 

## Население
| Численность населения | Численность населения | Численность населения | Численность населения | Численность населения | Численность населения | Численность населения | Численность населения | Численность населения | Численность населения |
| 1959                  | 1970                  | 1979                  | 1989                  | 1991                  | 1999                  | 2004                  | 2005                  | 2006                  | 2007                  |
| --------------------- | --------------------- | --------------------- | --------------------- | --------------------- | --------------------- | --------------------- | --------------------- | --------------------- | --------------------- |
| 5570                  | ↗6619                 | ↗6734                 | ↗7259                 | ↗7400                 | ↘5737                 | ↘4639                 | ↘4457                 | ↘4317                 | ↘4215                 |
| 2008                  | 2009                  | 2010                  | 2011                  | 2012                  | 2013                  | 2014                  | 2015                  | 2016                  | 2017                  |
| ↘4168                 | ↗4907                 | ↘4900                 | ↘4829                 | ↘4719                 | ↘4652                 | ↘4559                 | ↘4466                 | ↘4458                 | ↘4389                 |
| 2018                  | 2019                  |                       |                       |                       |                       |                       |                       |                       |                       |
| ↘4377                 | ↘4322                 |                       |                       |                       |                       |                       |                       |                       |                       |

## Религия
Православные храмы
Балкашино административно относится к Кокшетаускому городскому благочинению Кокшетауской и Акмолинской епархии Казахстанского митрополичьего округа Русской православной церкви (МП).